# Maraven
Maraven, S.A. fue una empresa petrolera venezolana, filial de Petróleos de Venezuela, que operó los negocios de exploración, producción, refinación y comercialización de petróleo y derivados en Venezuela durante 22 años, desde el inicio de sus actividades el 1 de enero de 1976 hasta el cese de las mismas el 31 de diciembre de 1997. La empresa contaba con una amplia red de estaciones de servicio distribuidas por el territorio venezolano, por lo cual se convirtió en un ícono cultural de la Venezuela contemporánea.
Maraven estuvo asimismo ligada -durante su existencia- al desarrollo social, científico y cultural de Venezuela, a través de actividades de diversa índole, como proveedor de servicios de salud y mejora de infraestructura a las comunidades afectadas por las actividades de la industria petrolera, apoyo a actividades deportivas, financió al Zoológico Gustavo Rivera así como a su Programa de reproducción y preservación del Oso Frontino logrando por primera vez la reproducción del Tremarctos ornatus en cautiverio en Venezuela. Se destacó en la producción de la serie de micros audiovisuales Petróleo en Gotas. También producía el programa de corte documental Dimensión, el cual fue transmitido por la Televisora Nacional y Venezolana de Televisión.

## Origen
Maraven, tiene su origen mercantil registrado el 22 de diciembre de 1975, dando así cumplimiento a lo decretado en la Ley Orgánica que Reserva al Estado la Industria y el Comercio de los Hidrocarburos promulgada el 29 de agosto de 1975, con vigencia desde el 1° de enero de 1976. A partir de dicha fecha, cada compañía trasnacional matriz de cada antigua concesionaria privada sería convertida en una filial, con sus respectivos contratos de asistencia técnica y comercialización. En particular, Maraven fue creada por decreto ministerial para tomar control de todos los activos, patrimonio y operaciones que poseía la empresa Shell de Venezuela (subsidiaria de Royal Dutch Shell en territorio venezolano) para diciembre de 1974. De estos, entre los más emblemáticos destacan las Refinerías "Cardón" (hoy parte del Centro de Refinación de Paraguaná) en el Estado Falcón y "San Lorenzo" en el Estado Zulia, el edificio de oficinas en la Avenida La Estancia, en Chuao (Caracas), así como también el pozo Zumaque I, primer pozo productor a escala industrial en Venezuela perforado en el Campo Mene Grande (Estado Zulia).

## Hitos operativos de la empresa
Luego de la nacionalización petrolera en Venezuela, las actividades de la industria pasan del control de 22 operadoras extranjeras a manos de 14 empresas filiales, de las cuales Maraven, por el volumen de activos heredados de Shell,  resultó ser una de las mayores. En diciembre de 1976 tiene lugar la primera reestructuración importante con el proceso de racionalización de la industria petrolera.
En octubre de 1977, PDVSA formuló programas coordinados para cambiar el patrón de refinación de sus operadoras. Merced a estos, el 30 de septiembre de 1982, la refinería de San Lorenzo dejó de operar.
Maraven completó en diciembre de 1978 -utilizando técnicas de  radar de imágenes laterales- un levantamiento topográfico del territorio e inició un programa de exploración en los sectores sur y central del Golfo Triste. Los tres pozos exploratorios perforados en la zona por Maraven no encontraron acumulación comercial de hidrocarburos y los pozos, cuya perforación comenzó en octubre de 1978, fueron abandonados al año siguiente. No obstante, en septiembre de 1979, la empresa logró el primer hallazgo de petróleo crudo y gas natural en la cuenca de Cariaco, 30 km al este de la isla La Tortuga.
La Refinería Bajo Grande, puesta en operación en 1956 por la compañía Richmond (entonces filial de Standard Oil of California, hoy fusionada en Chevron Corporation) pasó a formar parte de los activos de Maraven luego de la racionalización de actividades producto de la reorganización de la filial hermana Corpoven en junio de 1986. Fue parcialmente cerrada en mayo de 1987 para adecuar su patrón de refinación y actualmente procesa 16.000 barriles diarios de crudo.
Para 1991 se completa el proyecto de Interacción Amuay-Cardón, permitiendo el intercambio de productos entre ambas refinerías a través de tres poliductos. El 14 de marzo de 1996, Maraven inauguró las plantas e instalaciones conexas de su proyecto PARC (Proyecto de Adecuación de la Refinería Cardón), el último paso previo para la fusión de ambas refinerías en el CRP (Centro de Refinación de Paraguaná). Finalmente, el 1° de agosto de 1997 entra oficialmente en funcionamiento el CRP con una capacidad de procesamiento de crudo de 940 mil barriles diarios, que lo convierte en el más grande del mundo.

## Cese de actividades
En 1997, PDVSA decide realizar un cambio en su estructura funcional, eliminando la figura de las filiales operadoras e integrando las actividades que por separado llevaban todas ellas en las áreas de exploración, producción, mercadeo, servicios y producción gasífera. En su lugar, se estableció una nueva estructura de operaciones basada en unidades de negocio. Como consecuencia de ello, Maraven cesó operaciones el 31 de diciembre de 1997 y todos sus activos -así como los de las filiales hermanas Lagoven y Corpoven- pasaron a ser controlados directamente por su casa matriz PDVSA, renombrando la entidad combinada como PDVSA Petróleo y Gas, S.A. 

Adicionalmente, se reactiva la filial Deltaven, quien desde 1997 se encarga del negocio de comercialización de combustibles y derivados bajo la marca "PDV", tomando el control de algunas de las estaciones de servicio de la red de Maraven. 